# Recurso de amparo (España)
El recurso de amparo constitucional, en España, es la vía de recurso que se interpone ante el Tribunal Constitucional frente a las vulneraciones de los derechos fundamentales recogidos en los artículos 14 a 29 y en el 30.2 de la Constitución, causada por disposiciones sin rango de ley, actos jurídicos y vías de hecho del Estado, las comunidades autónomas y demás entes públicos institucionales o corporativos. Este es un recurso de carácter subsidiario, en tanto en cuanto se prevé como “último  remedio”, pues  la  sede  natural (y  primera) para su subsanación será la jurisdicción ordinaria. Únicamente, como excepción, es posible su interposición directa cuando la violación provenga del Poder Legislativo.
El plazo para la interposición del recurso de amparo contra decisiones parlamentarias es de tres meses. Los plazos para la interposición del recurso de amparo contra decisiones gubernativas o administrativas y del recurso de amparo contra decisiones judiciales es de veinte y treinta días, respectivamente, desde la notificación de la resolución que pone fin a la vía judicial previa.

## Regulación
El recurso de amparo, en España, se encuentra regulado en los artículos 53, 161 y 162 de la Constitución, dentro del Título IX, referido «Del Tribunal Constitucional» y en los artículos 41 a 58 de la Ley Orgánica 2/1979, de 3 de octubre, del Tribunal Constitucional.

## Clases
La ley orgánica del Tribunal Constitucional establece tres tipos básicos de recursos de amparo, frente a las violaciones de los derechos y libertades originadas por:
- Las decisiones o actos sin valor de Ley, emanados de las Cortes o de cualquiera de sus órganos, o de las asambleas legislativas de las comunidades autónomas, o de sus órganos, que violen los derechos y libertades susceptibles de amparo constitucional (art. 42 LOTC).
- Las disposiciones, actos jurídicos, omisiones o simple vía de hecho del Gobierno o de sus autoridades o funcionarios, o de los órganos ejecutivos colegiados de las comunidades autónomas o de sus autoridades o funcionarios o agentes que violen los derechos y libertades susceptibles de amparo constitucional. Estas violaciones podrán dar lugar al recurso de amparo una vez que se haya agotado la vía judicial procedente (art. 43 LOTC).
- Los actos u omisiones judiciales que violen los derechos y libertades susceptibles de amparo constitucional, de modo inmediato y directo (art. 44 LOTC).

### Recurso de amparo del régimen electoral
Igualmente, la Ley Orgánica de Régimen Electoral General ha previsto dos modalidades de recurso de amparo contra actos y decisiones de la Administración electoral:
- recurso de amparo contra los Acuerdos de las Juntas Electorales sobre proclamación de candidatos y candidaturas (art. 49.3);
- recurso de amparo contra los Acuerdos de las Juntas Electorales sobre proclamación de electos y elección y proclamación de Presidentes de las Corporaciones Locales (Art. 114.2).

## Admisión a trámite
En mayo de 2007, se modificó la Ley del Tribunal Constitucional, con el objetivo de eliminar el colapso de casos acumulados ante este Tribunal. En virtud de esta reforma, el recurso de amparo debe ser objeto de una decisión de admisión a trámite en la que para ser admitido se debe corroborar que el contenido del recurso justifique una decisión sobre el fondo por parte del Tribunal Constitucional en razón de su especial trascendencia constitucional, que se apreciará atendiendo a su importancia para la interpretación de la Constitución, para su aplicación o para su general eficacia, y para la determinación del contenido y alcance de los derechos fundamentales.

## Legitimación
Están legitimados para interponer recurso de amparo constitucional:
- Las personas directamente afectadas o las partes en el proceso judicial previo;
- El Ministerio Fiscal;
- El Defensor del Pueblo.

## Suspensión del acto recurrido
Aunque con carácter general "La interposición del recurso de amparo no suspenderá los efectos del acto o sentencia impugnados" (artículo 56.1 LOTC), este mismo artículo permite la suspensión de tales efectos, adoptada por la sala o sección de oficio o a instancia de parte" con dos requisitos:
- "La ejecución del acto o sentencia impugnados produzca un perjuicio al recurrente que pudiera hacer perder al amparo su finalidad".
- "La suspensión no ocasione perturbación grave a un interés constitucionalmente protegido, ni a los derechos fundamentales o libertades de otra persona".

También pueden adoptarse medidas provisionales.
Para aplicar estas medidas, debe concederse audiencia a las partes y al Ministerio Fiscal por plazo común de tres días (artículo 56), y podrá solicitarse informes o imponerse fianzas o cauciones. Estas medidas pueden ser modificadas a lo largo del procedimiento (artículo 57).
Los artículos 51 y 52 LOTC regulan el procedimiento del recurso de amparo:

Artículo 51.
Uno. Admitida la demanda de amparo, la sala requerirá con carácter urgente al órgano o a la autoridad de que dimane la decisión, el acto o el hecho, o al Juez o Tribunal que conoció del procedimiento precedente para que, en plazo que no podrá exceder de diez días, remita las actuaciones o testimonio de ellas.
Dos. El órgano, autoridad, Juez o Tribunal acusará inmediato recibo del requerimiento, cumplimentará el envío dentro del plazo señalado y emplazará a quienes fueron parte en el procedimiento antecedente para que puedan comparecer en el proceso constitucional en el plazo de diez días.

Artículo 52.
Uno. Recibidas las actuaciones y transcurrido el tiempo de emplazamiento, la sala dará vista de las mismas a quien promovió el amparo, a los personados en el proceso, al Abogado del Estado, si estuviera interesada la Administración Pública, y al Ministerio Fiscal. La vista será por plazo común que no podrá exceder de veinte días, y durante el podrán presentarse las alegaciones procedentes.
Dos. Presentadas las alegaciones o transcurrido el plazo otorgado para efectuarlas, la Sala podrá deferir la resolución del recurso, cuando para su resolución sea aplicable doctrina consolidada del Tribunal Constitucional, a una de sus Secciones o señalar día para la vista, en su caso, o deliberación y votación.
Tres. La Sala, o en su caso la Sección, pronunciará la sentencia que proceda en el plazo de 10 días a partir del día señalado para la vista o deliberación.

La sentencia puede otorgar o denegar el amparo (artículo 53 LOTC).
Si otorga el amparo, el fallo puede consistir (artículo 55.1 LOTC) en:
- La mera declaración de nulidad del acto, omisión o vía de hecho que haya vulnerado derechos fundamentales. El Tribunal Constitucional resuelve sobre el fondo del asunto, sustituyendo al órgano a quo, cuando la vulneración de derechos fundamentales fue sustantiva. Si tenía carácter procesal la vulneración, reenvía el caso al momento inmediatamente anterior a aquel en que se produjo la vulneración, salvo que fuese en la sentencia firme, en cuyo caso el TC resolverá sobre el fondo.
- El reconocimiento del derecho o libertad pública.
- El restablecimiento del recurrente en la integridad de su derecho mediante la adopción de las medidas adecuadas. La doctrina ha discutido si el Tribunal Constitucional puede conceder indemnizaciones. Tradicionalmente, el TC había rechazado tal posibilidad, aplicando por analogía el artículo 58.1 LOTC, a cuyo tenor "Serán competentes para resolver sobre las peticiones de indemnización de los daños causados como consecuencia de la concesión o denegación de la suspensión los Jueces o Tribunales, a cuya disposición se pondrán las fianzas constituidas". Sin embargo, este artículo solo se refiere a la suspensión. Pero recientemente el TC ha concedido indemnizaciones (Sentencia 221/2004).

La doctrina ha discutido sobre el significado del recurso de amparo. Las dudas planteadas son:
- Si ya los tribunales ordinarios protegen los derechos fundamentales, ¿existe necesidad de un procedimiento ante el TC? Se ha pretendido justificar sobre la base de una desconfianza en la época constituyente hacia la sensibilidad de la judicatura y en la necesidad de unificación en la interpretación, así como en el valor simbólico.
- ¿Debe centrarse el Tribunal Constitucional en la defensa de la dimensión subjetivo o de la dimensión objetiva de los derechos fundamentales? La reforma operada por Ley Orgánica 6/2007 parece tender hacia la dimensión objetiva.

## Memoria del Tribunal Constitucional
Según la memoria del Tribunal Constitucional, en 2015, se promovieron 7.203 recursos de amparo, 3.429 procedentes de la jurisdicción penal, 1.898 de orden jurisdiccional contencioso-administrativo y 1.184 de la jurisdicción civil, de las que solo se admitieron a trámite 87 demandas.